# Черотич, Фейт
Фейт Черотич (англ. Faith Cherotich; род. 13 июля 2004, Кения) — кенийская легкоатлетка, специализируется в беге на 3000 метров с препятствиями. Бронзовый призёр летних Олимпийских игр 2024 года в Париже.

## Биография
В 2021 году на юниорском чемпионате мира в Найроби в беге на 3000 метров с препятствиями завоевала бронзовую медаль. Через год на аналогичном турнире в Колумбии стала чемпионкой мира.
На чемпионате мира 2023 года в Будапеште, в Венгрии, в стипл-чейзе завоевала бронзовую медаль, преодолев дистанции за 9:00,69.
На летних Олимпийских играх 2024 года в Париже смогла стать бронзовой призёркой, уступив олимпийской чемпионке из Бахрейна 2,39 секунды.

## Выступления на Олимпиадах
| Олимпиада  | Дисциплина                  | Место   |
| ---------- | --------------------------- | ------- |
| Париж 2024 | 3000 метров с препятствиями | 8:55,15 |